# Aurora (Ben Frost)
Aurora (stilizzato A U R O R A) è il sesto album in studio del musicista australiano Ben Frost, pubblicato il 26 maggio 2014 dalla Bedroom Community.

## Descrizione
L'album ha ricevuto il plauso della critica musicale ed è stato elencato da molte pubblicazioni come uno dei migliori album dell'anno. Molte delle sue tracce sono state remixate e pubblicate nel 2014 sull'EP Variant.
L'album è stato inserito al numero 50 della lista dei migliori album dell'anno da Pitchfork.

## Tracce
- Of Heat

1. Flex – 2:50
2. Nolan – 6:58
3. The Teeth Behind Kisses – 3:13

- Of Light

1. Secant – 4:55
2. Diphenyl Oxalate – 1:31
3. Venter – 6:45

- Of the Sun

1. No Sorrowing – 4:27
2. Sola Fide – 6:27
3. A Single Point of Blinding Light – 3:18

## Formazione
- Ben Frost – strumentazione, produzione, registrazione, missaggio, mastering
- Shahzad Ismaily – strumentazione
- Greg Fox – strumentazione
- Thor Harris – strumentazione
- Paul Corley – produzione, registrazione
- Valgeir Sigurðsson – produzione, registrazione, missaggio, mastering
- Daniel Rejmer – produzione, registrazione, missaggio aggiuntivo
- Lawrence English – sound design, post-produzione
- Tim Hecker – sound design, post-produzione
- Paul Evans – registrazione
- Alex Overington – assistenza tecnica
- Jonathan Kawchuk – assistenza tecnica
- Emanuele Porcinai – assistenza tecnica
- Adrian Libeyre Ramirez – assistenza tecnica